# Glinica (województwo małopolskie)
Glinica – wieś i sołectwo w Polsce położona w województwie małopolskim, w powiecie miechowskim, w gminie Miechów.
W latach 1975–1998 miejscowość administracyjnie należała do województwa kieleckiego. Wierni kościoła rzymskokatolickiego należą do parafii Sławice.
Z Glinicy pochodzi kpt. Piotr Kuler, żołnierz Armii Polskiej gen. Andersa.